# Pocadicnemis occidentalis
Pocadicnemis occidentalis is een spinnensoort in de taxonomische indeling van de hangmatspinnen (Linyphiidae).
Het dier behoort tot het geslacht Pocadicnemis. De wetenschappelijke naam van de soort werd voor het eerst geldig gepubliceerd in 1976 door Alfred Frank Millidge.